# Scutul postocular

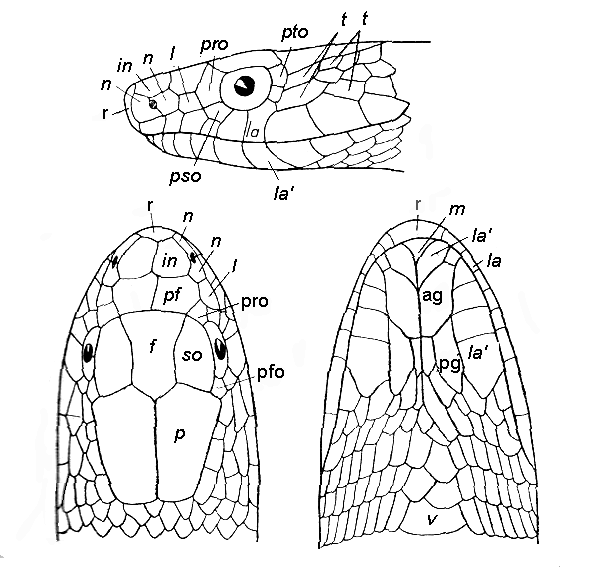
Terminologia scuturilor capului la șarpele Coluber ventromaculatus (după Malcolm A. Smith, 1943). Sus – aspect lateral, jos, în stânga – aspect dorsal, jos, în dreapta - aspect ventral
ag – Inframaxilar anterior,
f – Frontal,
in – Internazal,
l – Loreal,
la – Supralabial,
la' – Sublabial,
m – Mental,
n – Nazal,
p – Parietal,
pf – Prefrontal,
pg – Inframaxilar posterior,
pro – Preocular,
pso – Subocular,
pto – Postocular,
r – Rostral,
so – Supraocular,
t – Temporal,
v – Primul ventral

Scuturile postoculare sau postocularele (Scuta postocularia), numite și scuturi postorbitale sunt solzii șerpilor situați simetric pe laturile capului în spatele ochiului între scuturile supraoculare și scuturile supralabiale. Ele separă ochiul de scuturile temporale. În partea de sus, ele sunt în contact cu scutul supraocular și scutul parietal. În partea inferioară, ele sunt în contact cu scuturile supralabiale și eventual cu un scut subocular. Postocularele sunt prin marginea lor posterioară în contact cu scuturile temporale. Anterior ele mărginesc partea posterioară a ochiului. Pot fi mai multe postoculare situate unul sub altul. Nici un postocular nu poate fi situat în întregime între ochi și un scut supralabial. Un solz care nu atinge cel puțin o parte din scuturile temporale nu este un postocular.